# Dick Oatts
Dick Oatts,  (Des Moines, 1953. augusztus 2. –)  amerikai dzsessz-szaxofonos, multiinstrumentalista, zeneszerző, zenepedagógus.

## Pályafutása
Dick Oatts az iowai Des Moines-ban nőtt fel. Érdeklődését a zene iránt apjától, Jack Oattstól kapta, aki maga is szaxofonos volt. A középiskola után Oatts egy évig a Drake Universityre járt, majd otthagyta a tanulmányait, és Minneapolisba költözött, ahol 1972-ben zenei karrierbe kezdett. 1977-ben Thad Jones hívta, hogy csatlakozzon a Thad Jones/Mel Lewis Orchestra-hoz − amelyből később a Vanguard Jazz Orchestra lett. Oatts ezért New Yorkba költözött. Tenorszaxofonon játszott. Hétfő esténként kezdett zenélni a Village Vanguardban, és turnézott is velük Európában. Később Oatts altszaxofonra váltott. Továbbra is a Vanguard Jazz Orchestra-val játszott minden hétfő este.
Fafúvós hangszereivel (szaxofon, klarinét, fuvola) végzett munkája szélesebb körben akkor nált ismertté, amikor az 1980-as, -90-es években a Flim & the BB's crossover dzsesszegyüttest vezette.
Az 1970-es évek óta Oatts több mint egy tucat albumot adott ki zenekarvezetőként, és több mint 100 albumon szerepelt Joe Henderson, Jerry Bergonzi, Eddie Gómez, Bob Brookmeyer, Joe Lovano és a Vanguard Jazz Orchestra oldalán. Kísérte Joe Williamst, Sarah Vaughan-t, Mel Tormét és Ella Fitzgeraldot is.
Oatts tanított a Manhattan School of Musicban, és az Amszterdami Konzervatórium rezidens művésze volt. 2006-ban a philadelphiai Temple Egyetem jazztudományi tanszékének professzora és művészeti igazgatója lett.

## Albumok
- 1990: Dial and Oatts with Garry Dial
- 1990: Brassworks with Garry Dial
- 1997: All of Three
- 1999: Standard Issue Vol. 1
- 2000: Simone's Dance
- 2000: Standard Issue Vol. 2
- 2000: Meru  with The Dave Santoro Quartet
- 2001: South Paw
- 2006: Jam Session, Vol. 18  with Billy Drewes & Walt Weiskopf
- 2008: Gratitude
- 2009: Saxology  with Jerry Bergonzi
- 2010: Two Hearts
- 2010: The Clouds Above (Audial) with Soren Moller
- 2011: Bridging the Gap (Planet Arts) with Terell Stafford
- 2011: Black Nile with Cameron Brown, Lorenzo Lombardo, & Gary Versace
- 2012: Lookin' Up
- 2014: Sweet Nowhere  with Harold Danko
- 2018: Use Your Imagination

## Fordítás
Ez a szócikk részben vagy egészben  a   Dick Oatts című angol Wikipédia-szócikk ezen változatának fordításán alapul.  Az eredeti cikk szerkesztőit annak laptörténete sorolja fel. Ez a jelzés csupán a megfogalmazás eredetét és a szerzői jogokat jelzi, nem szolgál a cikkben szereplő információk forrásmegjelöléseként.